# Eletrodo de referência

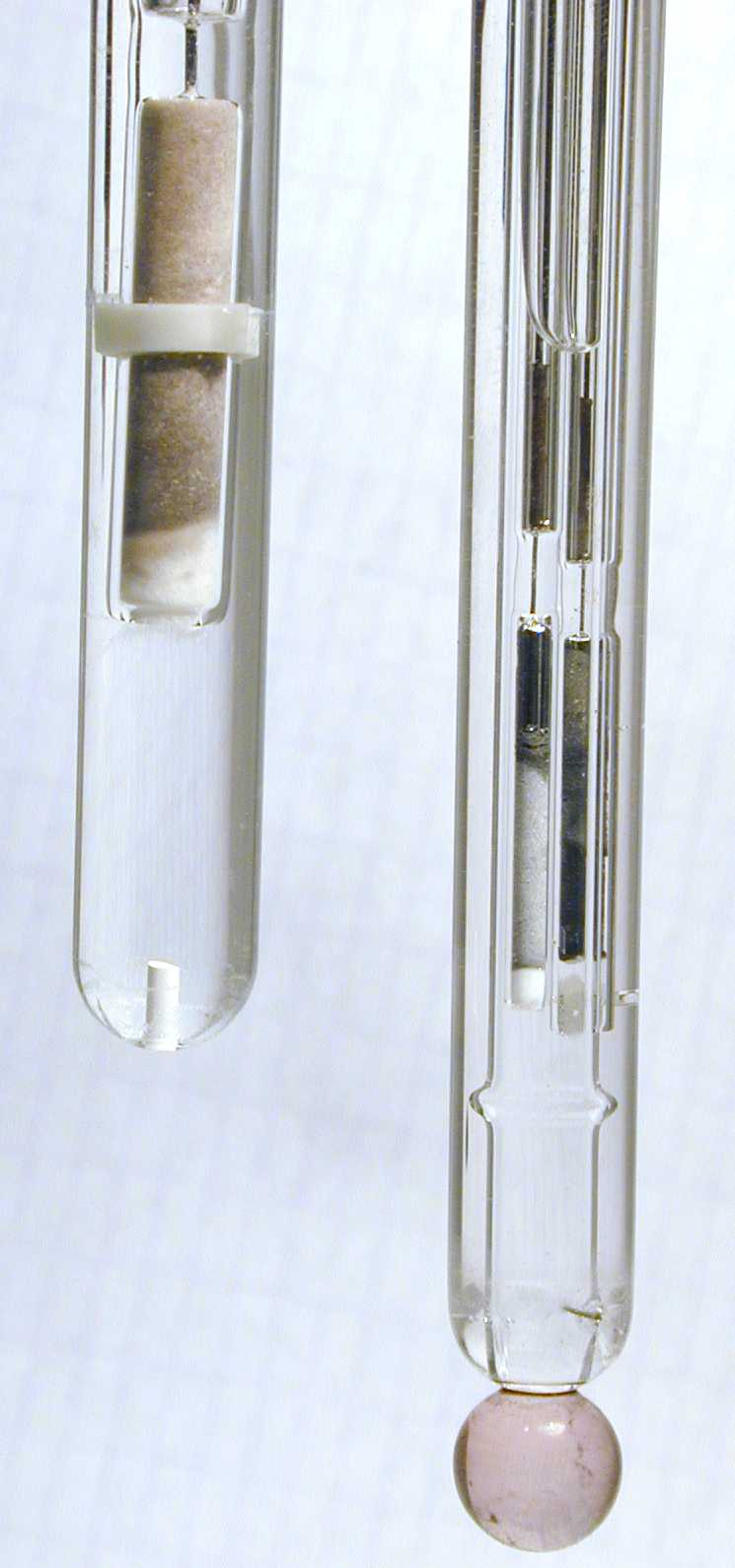
Eletrodo de referência utilizados em laboratórios

Eletrodo de referência é um tipo de eletrodo que mantém um potencial constante em relação ao qual o potencial de uma outra meia-pilha pode ser medido. Na prática o potencial de um eletrodo de refêrencia depende apenas da temperatura do meio onde é realizada a medida.
Um eletrodo de referência ideal apresenta um potencial conhecido e constante em relação ao eletrodo padrão de hidrogênio (mesmo com a passagem de pequenas correntes). É desejável que este eletrodo seja robusto, de fácil construção e insensível à composição da solução do analito. Usualmente, este eletrodo é isolado do meio reacional através de uma junção única por eletrólito. Existem eletrodos de dupla junção, onde se adiciona uma segunda junção com um eletrólito diferente. Com isso é possivel eliminar a interferência de certos íons, por exemplo o cloreto, em determinações.
Os eletrodos de referência mais utilizados são:
- Eletrodo de prata-cloreto de prata
- Eletrodo de calomelano